# Camponotus coruscus
Camponotus coruscus är en myrart som först beskrevs av Smith 1862.  Camponotus coruscus ingår i släktet hästmyror, och familjen myror.

## Underarter
Arten delas in i följande underarter:
- C. c. astilbus
- C. c. coruscus
- C. c. fulgens

## Bildgalleri

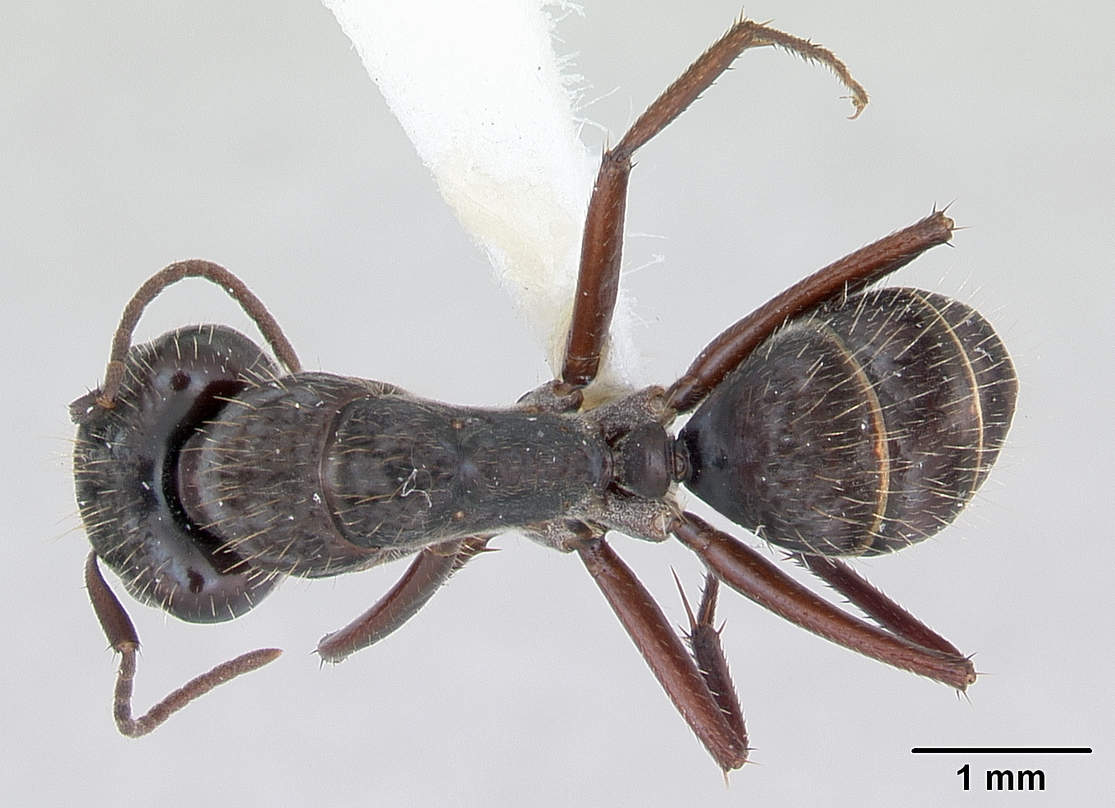
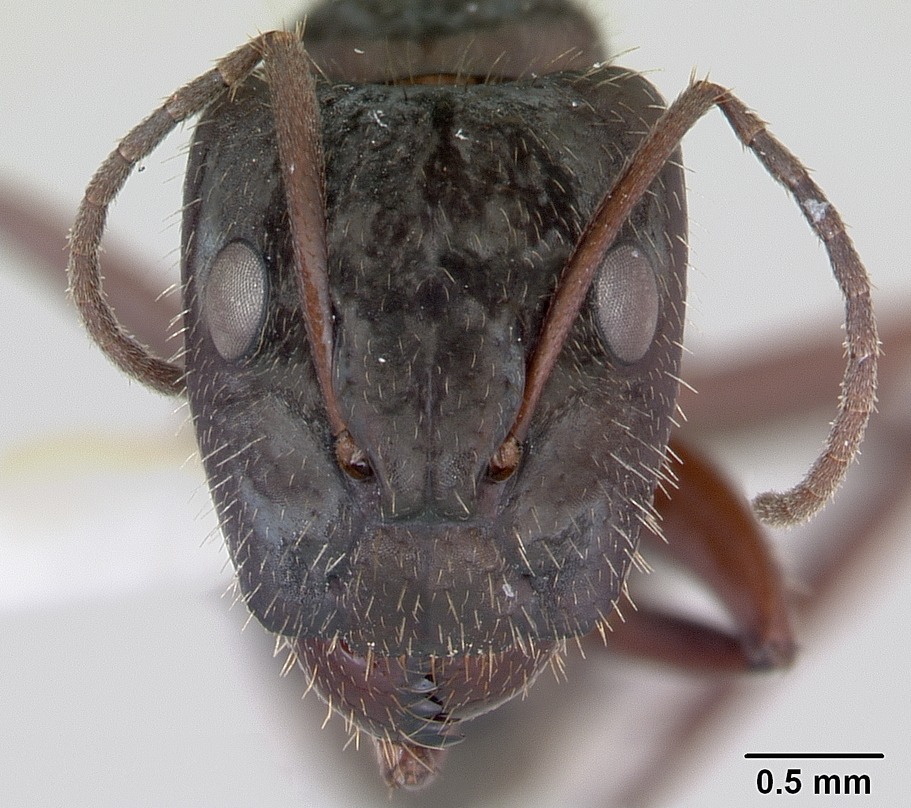
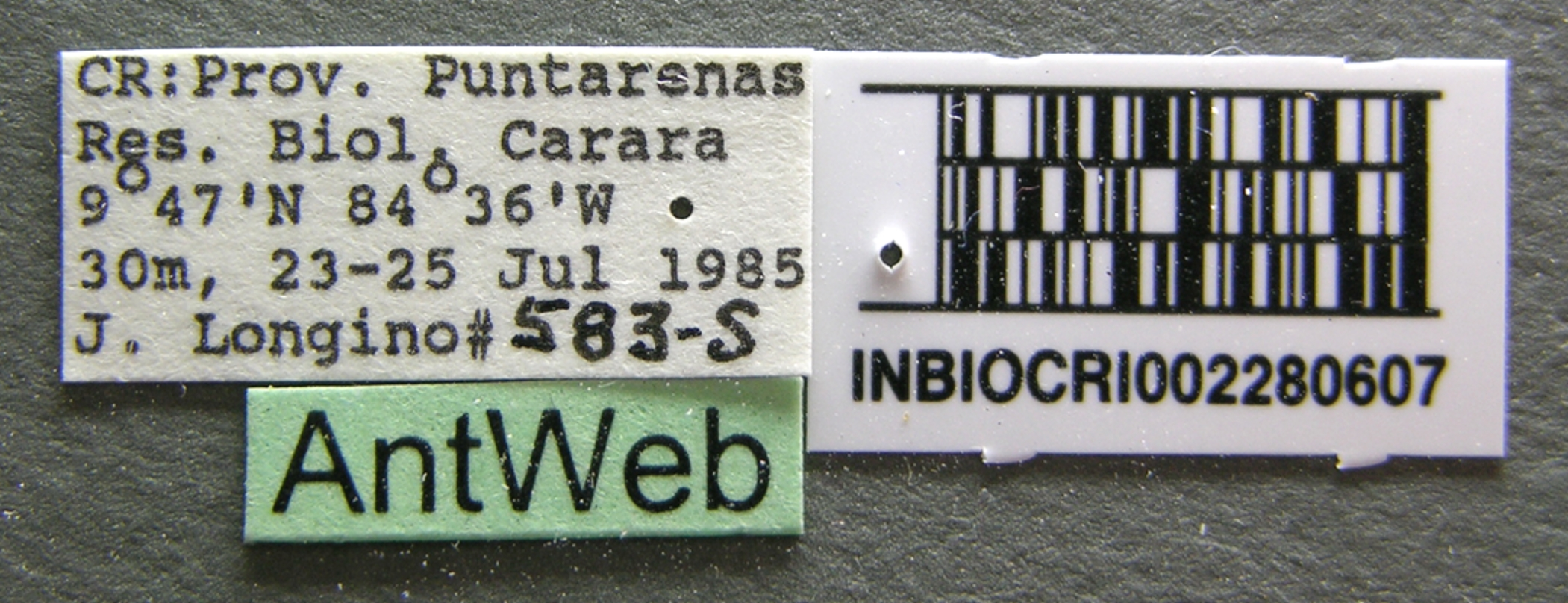
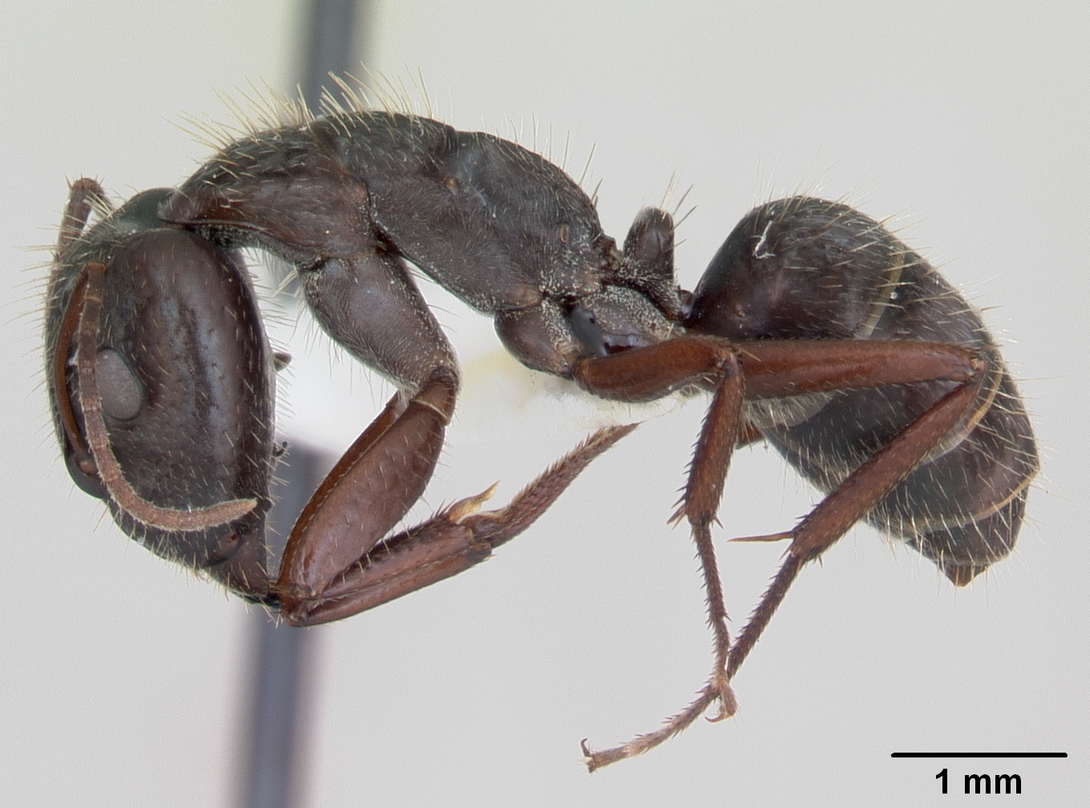
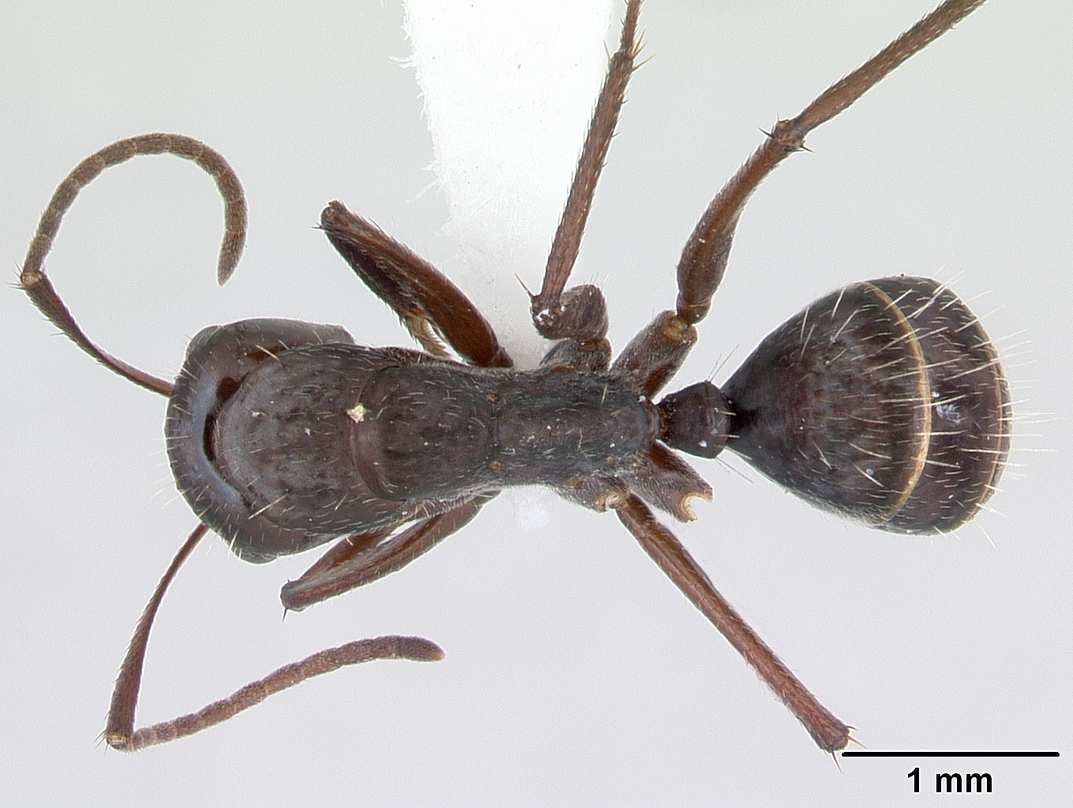
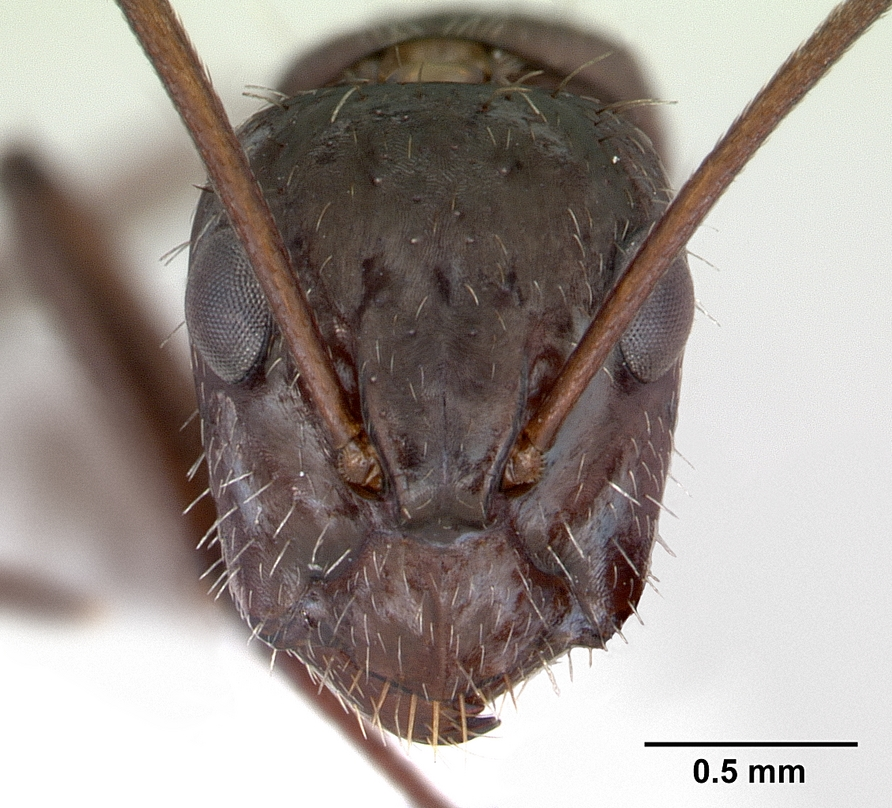